# Eigelb

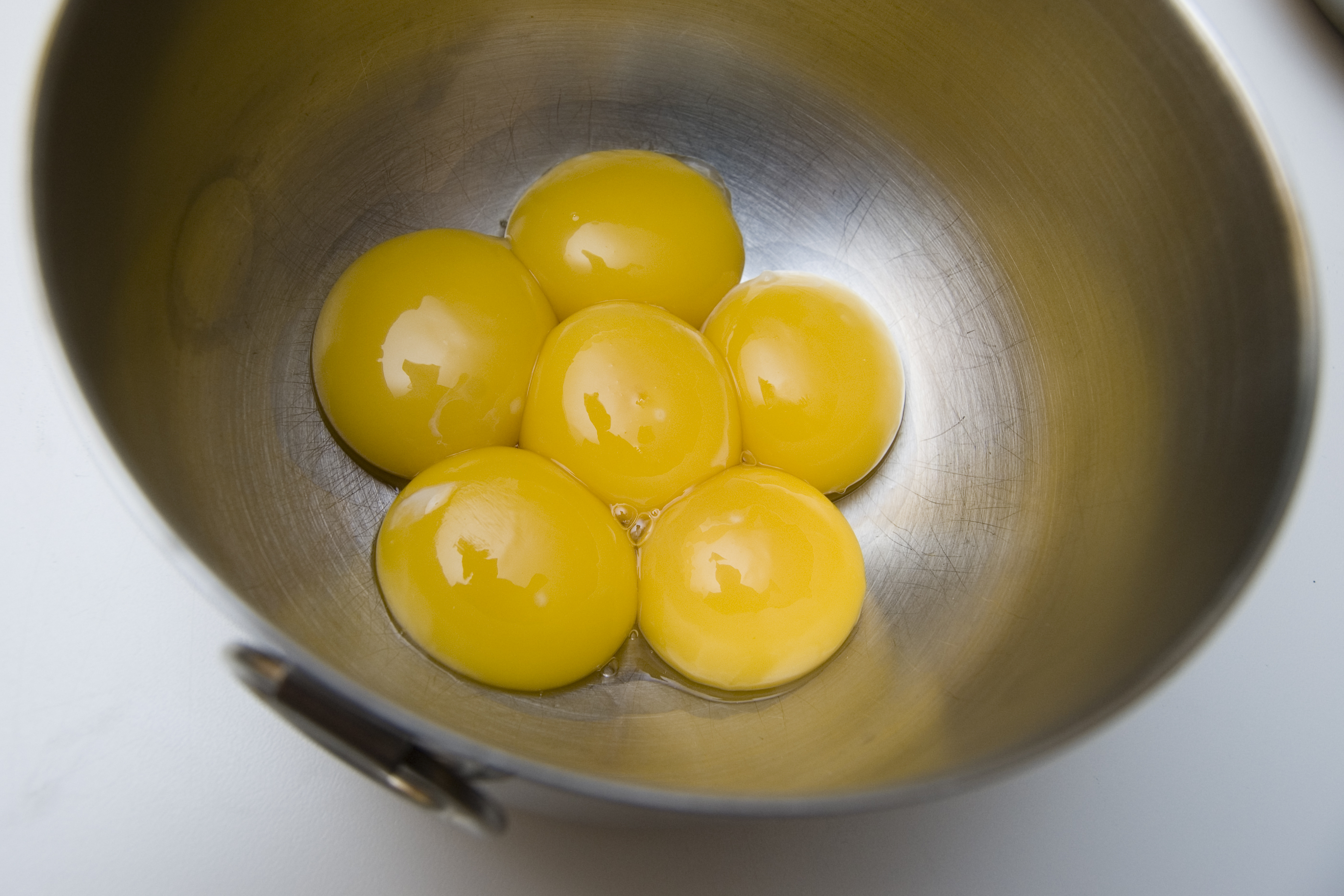
Das Eigelb von sechs Hühnereiern

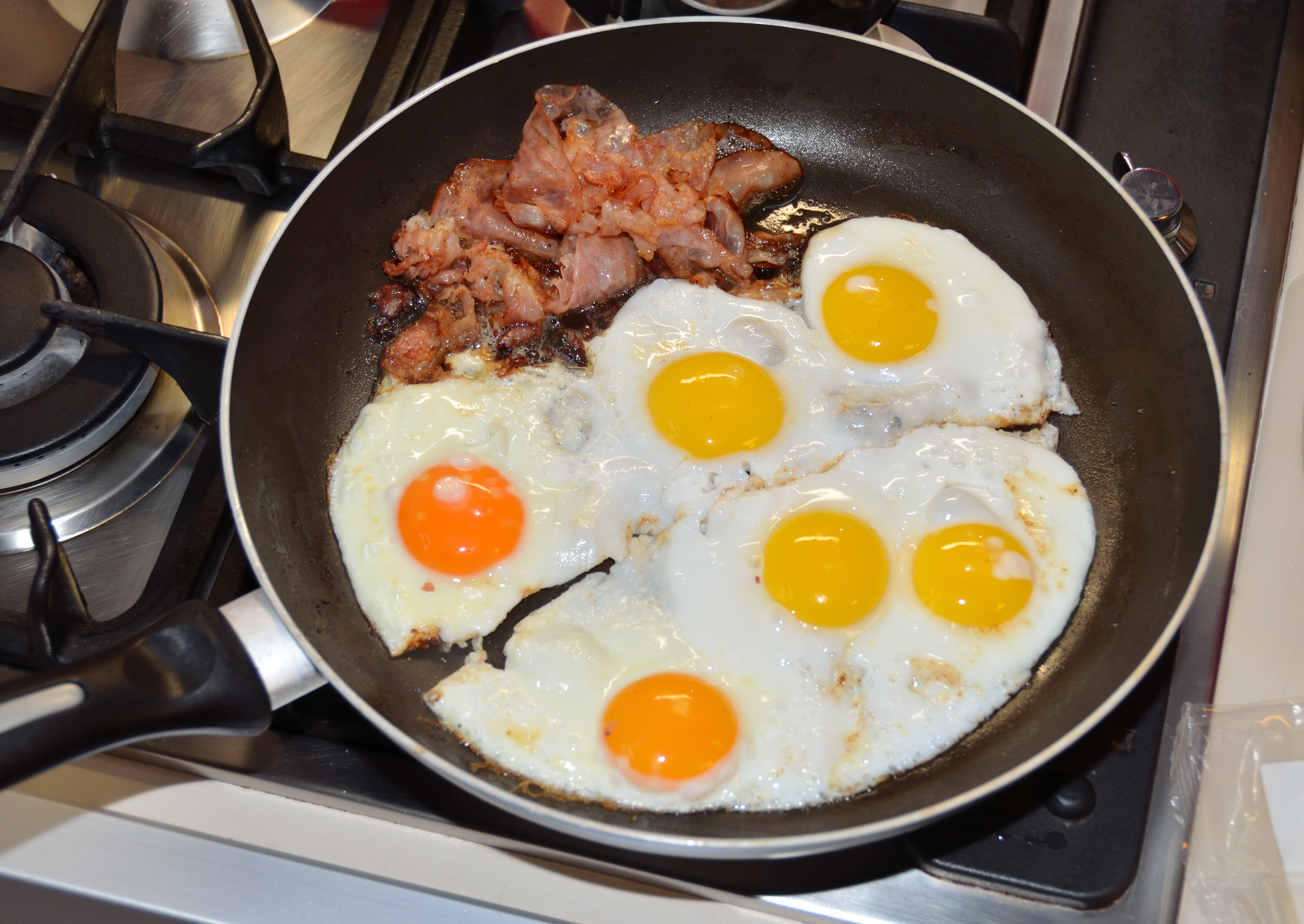
Freilandeier (links) und Bio-Eier (rechts)

Als Eigelb bezeichnet man allgemein in der Lebensmittelkunde das Eidotter des Hühnereies, dessen weiterer Inhalt das Eiklar ist.

## Eigenschaften
Es besteht aus ca. 48 % Wasser, 33 % Fett, für die menschliche Ernährung hochwertigen Proteinen (Vitelline), Mineralstoffen (Calcium, Phosphor, Eisen) und Vitaminen (A, B und E). Der Anteil an Cholesterin ist bedeutend, die Auswirkung auf den menschlichen Organismus aber umstritten. Der Bestandteil Lecithin hilft als Emulgator bei der Herstellung von Emulsionen wie Mayonnaise, Holländischer Sauce, Süßspeisen, Cremes und Speiseeis.
Eier der Güteklasse A zeigen nach den EU-Vermarktungsnormen beim Dotter das Qualitätsmerkmal, dass er beim Durchleuchten nur schattenhaft und ohne deutliche Umrisslinie sichtbar ist und beim Drehen des Eis nicht wesentlich von der zentralen Lage abweicht. Eier, die davon abweichen (Klasse B), dürfen nur an die Industrie, also nicht an den Endverbraucher abgegeben werden. Auf einen Teller geleertes Eidotter von frischen Eiern ist stark gewölbt, solches von älteren Eiern flach. Bei überlagerten Eiern kann die Dottermembran beim Aufschlagen des Eis zerreißen.
Mit Zucker schaumig geschlagenes Eigelb ist ein wichtiger Bestandteil in Teigmassen, Eischaum wird auch zur Zubereitung von Salzburger Nockerln oder Weinschaum verwendet. Über Dampf geschlagene Schäume und Cremes dürfen nicht kochen, da sonst das Eigelb ausflockt und das Gericht „verdirbt“. Sollen Butter, Zucker und Eigelb schaumig gerührt werden, werden zuerst Butter und Zucker schaumig gerührt und erst dann des Eigelb hinzugefügt, dadurch kann eine schaumige Wasser-in-Öl-Emulsion entstehen, andernfalls eine unerwünschte Öl-in-Wasser-Emulsion und die Butterflocken schwimmen in einer Eiermasse. Für Mayonnaise ist eine Öl-in-Wasser-Emulsion beabsichtigt, wofür Öl tropfenweise oder in einem dünnen Strahl in eine wässrige Phase, bestehend aus Eigelb und Zitronensaft oder Essig eingeschlagen wird.
Eigelb wird meist wie Vollei verwendet, wobei es sich für das Legieren besser eignet. Bei der Herstellung von Gebäck wird es als Zutat und zum Bestreichen der Teigstücke vor dem Backen verwendet.
Die Farbe des Eigelbs stammt von Carotinverbindungen im üblichen Hühnerfutter. Die Farbe kann durch spezielle Futterzugaben zwischen fahlgelb und tieforange variiert werden. Dabei gibt es bei den Konsumenten regional unterschiedliche Vorlieben. Im hohen Norden werden eher zartgelbe Eidotter bevorzugt, in Richtung Süden wird der Verbraucherwunsch nach goldgelben Dottern immer stärker. Im Mittelmeerraum werden eher Eier mit leuchtend orange-rotem Eigelb gekauft.

## Eigelbcreme
Zur Herstellung werden hart gekochte Eigelbe durch ein Haarsieb gestrichen. Anschließend bindet man es durch Zugabe von Butter, Mayonnaise oder Tafelsenf und würzt mit Kochsalz, Pfeffer und Kräutern. Sie ist eine Basiscreme in der Kalten Küche, besonders bei der Dekoration von Canapés und der Herstellung von Sandwiches.

## Sonstiges
In der Malerei wird Dotter als Bindemittel für Eitempera-Farben eingesetzt. Der Inhaltsstoff Eieröl findet seit dem 11. Jahrhundert belegt Verwendung in der Herstellung von Kosmetik.